# کوین لالند
کوین لالند (انگلیسی: Kevin Laland؛ زادهٔ ۵ اکتبر ۱۹۶۲) دانشمند در زمینه رفتارشناسی جانوران اهل بریتانیا است.